# Syndrome de Bertolotti
Le syndrome de Bertolotti est une douleur touchant le bas du dos ou les fesses causée par une méga-apophyse transverse de la dernière vertèbre lombaire, celle qui s´articule avec le sacrum et/ou l´aile iliaque. C'est un cas fréquent de douleurs au bas du dos chez les jeunes patients.

## Histoire
Le syndrome est décrit en 1917  par le radiologue italien Mario Bertolotti Bertolotti ,.